# 다윈의 날

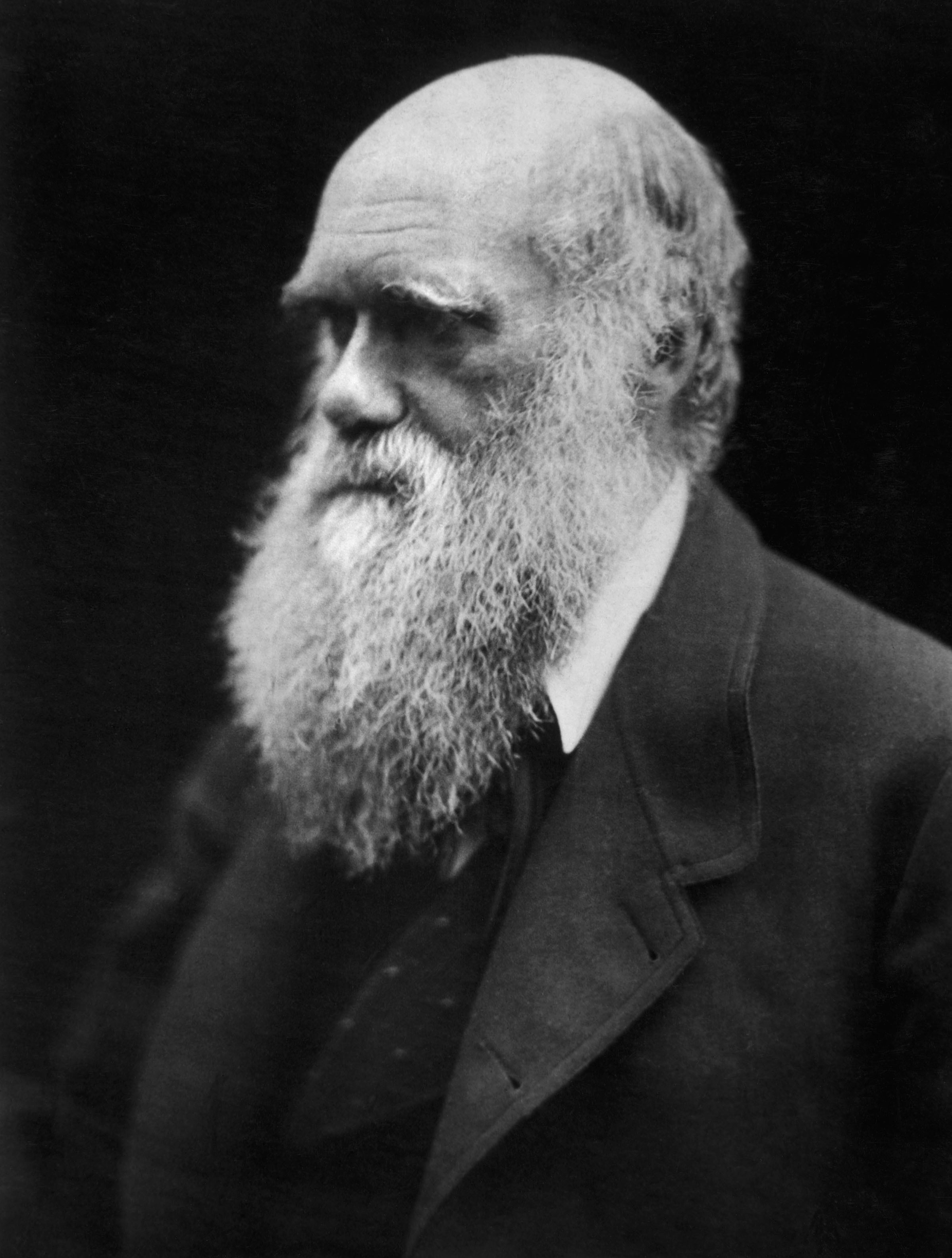

다윈의 날(Darwin Day)은 찰스 다윈을 기념하기 위한 날로, 다윈이 태어난 2월 12일에 해당한다. 다윈의 공헌과 업적을 알리며, 과학을 촉진한다는 목표가 있다.

## 서포터
다윈의 날에 대한 주요 서포터로는 세속 · 종교 단체이다. 바이로고스 재단과 같은 많은 기독교인들은 진화론을 믿기 때문이다.

## 2009년
2009년은 다윈 탄생 200주년이기 때문에 더욱 중요하게 진행되었다. 런던 자연사 박물관과 같은 곳에서 행사가 개최되었다.